# 氟化亚钐
氟化亚钐是镧系元素钐的氟化物之一，化学式为SmF2。

## 制备
氟化亚钐可由钐或氢气还原氟化钐得到：
{\displaystyle \mathrm {2\ SmF_{3}+Sm\longrightarrow 3\ SmF_{2}} }
{\displaystyle \mathrm {2\ SmF_{3}+H_{2}\longrightarrow 2\ SmF_{2}+2\ HF} }

## 性质
氟化亚钐是紫色至黑色的固体，具有萤石型的立方晶系结构。